# Katja Ebstein
Katja Ebstein, född 9 mars 1945 i Girlachsdorf nära Nimptsch, Niederschlesien; egentligen Karin Witkiewicz, är en tysk artist som har representerat Västtyskland tre gånger i Eurovision Song Contest. Uppvuxen i Berlin. 1970 deltog hon med låten Wunder gibt es immer wieder, 1971 sjöng hon låten Diese Welt, och 1980 kom hon på andra plats med låten Theater.

## Biografi
Ebstein växte upp i Västberlin och studerade efter studentexamen arkeologi och romanska språk. Hon sjöng på den lokala jazz- och visscenen. 1964 var hon med i Sender Freies Berlins program Marmeladentopf som sändes i ARD. Kompositören och producenten Heino Gaze uppmärksammade henne och hon släppte under namnet Katja två singlar men utan framgångar. 
1967 lärde hon via Gaze känna kompositören och producenten Christian Bruhn som nu följde hennes produktioner. Hon fick ett kontrakt med Liberty/United Artists Records sedan hon träffat Siegfried Loch som sökte efter nya sångtalanger för den internationella marknaden på festivalen Chanson Folklore International. Nu kom de första framgångarna och 1969 släpptes hennes första album. 1970 valdes hon till bästa sångerskan vid den internationella sångfestvialen i Rio de Janeiro. En turné med James Last följde samma år och senare turnerade hon i Sovjetunionen. 1972 uppträdde hon för första gången DDR då hon var med i Ein Kessel Buntes.
1970 vann hon den tyska schlagerfestivalen med Wunder gibt es immer wieder som hon nådde tredjeplatsen i Amsterdam med. Hon deltog även för Västtyskland året därpå med Diese Welt som även den nådde en tredjeplats. Hennes tredje och sista deltagande i ESC kom 1980 med Theater av Ralph Siegel och Bernd Meinunger som nådde andraplatsen. 1981 följde uppdraget som programledare för den tyska schlagerfestivalen. 
Ebstein har också medverkat i en rad TV-program och även haft flera egna TV-shower.
Ebstein har även blivit känd för sitt sociala engagemang och som miljöaktivist. Hon var bland annat aktiv i den västtyska 68-rörelsen och stödde Willy Brandt i förbundsdagsvalet 1972. Hon är idag medlem i Attac och driver flera sociala projekt, bland annat för att hjälpa socialt utsatta familjer. 